# Svetovno prvenstvo v hokeju na ledu 2001
Svetovno prvenstvo v hokeju na ledu 2001 je bilo petinšestdeseto Svetovno prvenstvo v hokeju na ledu. Potekalo je med 26. marcem in 13. majem 2001 v Kölnu, Hannovru in Nürnbergu, Nemčija (elitna divizija), Grenoblu, Francija, in ljubljanski dvorani Hala Tivoli, Slovenija (1. divizija) ter Majadahondi, Španija, in Bukarešti, Romunija (2. divizija). Zlato medaljo je osvojila češka reprezentanca, srebrno finska, bronasto pa švedska, v konkurenci štiridesetih reprezentanc, devetič tudi slovenske, ki je osvojila sedemnajsto mesto in se prvič uvrstila v elitno divizijo. To je bil za češko reprezentanco četrti naslov svetovnega prvaka oziroma deseti skupaj z naslovi češkoslovaške. 

## Dobitniki medalj
| Zlato | Srebro | Bron |
| ČeškaMilan Hnilička Dušan Salfický Vladimír Hudáček Martin Richter Jaroslav Špaček Radek Martínek Filip Kuba František Kaberle Pavel Kubina Karel Pilař David Výborný Pavel Patera Viktor Ujčík Petr Čajánek Jaroslav Hlinka Radek Dvořák Martin Procházka Robert Reichel David Moravec Tomáš Vlasák Martin Ručinský Jiří Dopita Jan Tomajko | FinskaMarko Kiprusoff Petteri Nummelin Kimmo Timonen Sami Salo Ossi Vaananen Aki-Petteri Berg Raimo Helminen Antti Laaksonen Tomi Kallio Niko Kapanen Sami Kapanen Jukka Hentunen Timo Parssinen Juha Lind Toni Sihvonen Pasi Nurminen Miikka Kiprusoff Kimmo Rintanen Tony Virta Jarmo Myllys Juha Ylonen Jarkko Ruutu Antti-Jussi Niemi Janne Gronvall | ŠvedskaAndreas Hadelöv Tommy Salo Mikael Tellqvist Daniel Alfredsson Peter Andersson Per-Johan Axelsson Kristian Huselius Andreas Johansson Mathias Johansson Kim Johnsson Jörgen Jönsson Fredrik Modin Björn Nord Christer Olsson Kristofer Ottosson Mikael Renberg Leif Rohlin Andreas Salomonsson Daniel Sedin Henrik Sedin Mats Sundin Daniel Tjärnqvist Henrik Zetterberg Mattias Öhlund Jimmie Ölvestad |

## Končni vrstni red
1. Češka
2. Finska
3. Švedska
4. ZDA
5. Kanada
6. Rusija
7. Slovaška
8. Nemčija
9. Švica
10. Ukrajina
11. Avstrija
12. Italija
13. Latvija
14. Belorusija
15. Norveška
16. Japonska
17. Slovenija
18. Poljska
19. Združeno kraljestvo
20. Francija
21. Kazahstan
22. Danska
23. Madžarska
24. Hrvaška
25. Danska
26. Kitajska
27. Estonija
28. Litva
29. Romunija
30. Južna Koreja
31. Španija
32. Izrael
33. Avstralija
34. Jugoslavija
35. Bolgarija
36. Južna Afrika
37. Belgija
38. Islandija
39. Nova Zelandija
40. Mehika